# 聖彼得教堂 (哥本哈根)

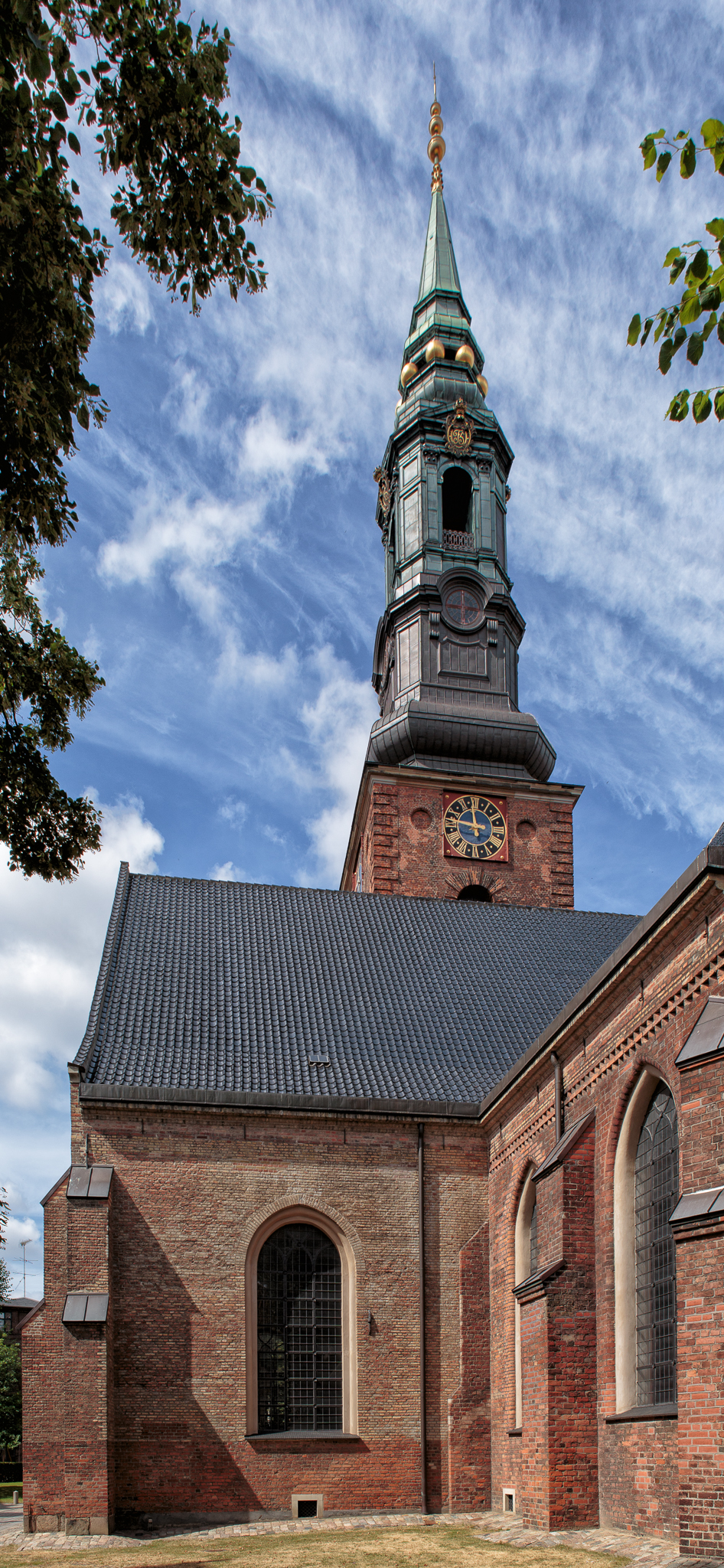

55°40′48″N 12°34′14″E / 55.68000°N 12.57056°E
聖彼得教堂（丹麥語：St. Petri Kirke）是位於丹麥哥本哈根的一座德國人社區的教堂，修建於15世紀中期，是哥本哈根市中心歷史最古老的建築。自1994年開始，丹麥國家政府接管並保護這座教堂。